# Plagiomima sinaica
Plagiomima sinaica är en tvåvingeart som beskrevs av Villeneuve 1909. Plagiomima sinaica ingår i släktet Plagiomima och familjen parasitflugor. Inga underarter finns listade i Catalogue of Life.